# Stan Hardy
Stanley Hardy là một cầu thủ bóng đá người Anh thi đấu ở vị trí inside left thi đấu ở Football League cho Newcastle United. Sau đó ông dẫn dắt Nottingham Forest.

## Đời sống cá nhân
Hardy phục vụ ở Royal Northumberland Fusiliers và Machine Gun Corps trong Thế chiến thứ I, lên chức trung úy. Ông được xuất ngũ sau khi bị tấn công bằng khí ga tại Mặt trận phía Tây. Ông có họ hàng với cầu thủ bóng đá Sam Hardy.

## Thống kê sự nghiệp
| Câu lạc bộ       | Mùa giải       | Giải vô địch   | Giải vô địch | Giải vô địch | Cúp FA | Cúp FA | Tổng | Tổng |
| Câu lạc bộ       | Mùa giải       | Hạng đấu       | Trận         | Bàn          | Trận   | Bàn    | Trận | Bàn  |
| ---------------- | -------------- | -------------- | ------------ | ------------ | ------ | ------ | ---- | ---- |
| Newcastle United | 1913–14        | First Division | 3            | 1            | 0      | 0      | 3    | 1    |
| Tổng sự nghiệp   | Tổng sự nghiệp | Tổng sự nghiệp | 3            | 1            | 0      | 0      | 3    | 1    |